# Knickmarsch
Die Knickmarsch ist ein brackischer Marschboden, der vor allem in den Altmarschen vorkommt. Charakteristisches Merkmal dieses Bodens ist der sogenannte Knick, ein tonreicher, verdichteter Bodenhorizont, der im Verlauf der Pedogenese entstanden ist. In der neueren Deutschen Bodenklassifikation wird dieser Bodentyp der Abteilung der semiterrestrischen Böden der Klasse M (Marschen) zugeordnet. Seine Abkürzung lautet MK.
In der älteren Literatur ist die Knickmarsch als Brackmarsch (BM3) oder knickige Brackmarsch (BM4) bezeichnet worden.

## Entstehung und Verbreitung
Das Ausgangssubstrat für die Entstehung der Knickmarsch ist ein brackisch-tidaler (Die Sedimente stammen aus dem Tidenhub der Brackwasserzonen) oder fluviatil-tidaler (Die Sedimente stammen aus dem Tidenhub eines Flusses), toniger Schluff oder Ton. Knickmarschböden sind an der deutschen Nordseeküste vor allem in nordseefernen Altmarschgebieten verbreitet. In Dithmarschen sind diese Böden nur östlich des 1000-jährigen Deiches verbreitet. Die Knickmarschen nehmen über 40 % der Marschböden in Niedersachsen ein.

## Genese
Knickmarschen haben sich mehrphasig aus marinogenen Tonen des Schlick in Wattgebieten gebildet. Die Bildung der Marschen in den Küstengebieten der Nordsee begann vor 7500 Jahren, im späten Boreal. Der Bodenbildungsprozess war zunächst durch eine ausgeprägte Humusbildung und Oxidation der organischen Substanz gekennzeichnet. Die so gebildete Salzmarsch entwickelte sich infolge der Aussüßung zu einer Kalkmarsch. Im weiteren Reifeprozess wurde der Boden tiefgründig entkalkt (Kleimarsch). Der bodenprofilprägende Prozess der Bildung des Knick-Horizontes geht einher mit einer Verlagerung von Tonmineralen infolge der Aussüßung, Entkalkung und beginnenden Bodenversauerung. Der Knick-Horizont ist durch jahreszeitliche Gefügeänderungen – Quellung im feuchten Zustand und Schrumpfung mit vertikalen Rissen im trockenen Zustand – charakterisiert. Die Knickmarschen stellen somit das Reifestadium der Bodenentwicklung von tonigen Gezeitensedimenten dar.

## Horizontierung
Die Knickmarsch ist durch eine charakteristische Ah/Sw/Sq/(Gro)/Gr – Bodenhorizontierung gekennzeichnet.
Der erste Horizont wird durch jüngere Sedimente gebildet, der auf der älteren Oberfläche abgelagert wurde.
A-Horizont: Mineralischer Oberboden mit Anreicherung von maximal 30 % organischer Substanz, die allmählich nach unten abnimmt.
- Ah: Der Oberboden ('A') ist humos ('h') und daher braun bis schwarz gefärbt. Er besteht aus humosen, schluffigem Lehm.

S-Horizont: Mineralischer Unterboden mit Stauwassereinfluss, der zeitweilig nass oder entwässert ist.
- Sw: Aufgrund der stauenden Wirkung des unterlagernden Knickhorizontes ('Sq') ist der Bereich unmittelbar oberhalb des dritten Horizonts stauwasserbeeinflusst ('S'). Dieser Abschnitt des Bodens ist jedoch noch belüftet, so dass der Horizont in einem gewissen Umfang wasserleitend ('w') ist. Der Sw-Horizont zeigt Anzeichen der Pseudovergleyung und wird in der Regel aus schwach rostfleckigem, schluffigen Lehm gebildet.
- Sq: Der Sq-Horizont (Knick) wird aus einem schluffigen Ton gebildet. Der Horizont wirkt als Wasserstauer und ist in der Regel nur gering durchlüftet. Aufgrund der mineralogischen Zusammensetzung ist dieser Horizont jahreszeitlichen Quellungen und Schrumpfungen ausgesetzt.[5]

Unterhalb dieser Horizonte folgt der Mineralboden, gebildet aus älteren, im Holozän überlagerten Sedimenten.
G-Horizont: Mineralbodenhorizont mit Grundwassereinfluss
Mitunter lässt der G-Horizont sich in einen Mineralbodenhorizont mit zeitweiliger und ständiger Grundwasserbeeinflussung untergliedern.
- Go: Der obere grundwasserbeeinflusster Horizont aus schluffigem Lehm ist überwiegend durch oxidierende Bedingungen gekennzeichnet. Er muss im Knickmarsch-Profil nicht zwingend ausgebildet sein.
- Gr: Bis zum pleistozänen Anstehenden schließt sich ein weiterer grundwasserbeeinflusster Bodenhorizont ('G') aus schluffigem Lehm an, in dem fast ganzjährig (mehr als 300 Tage) reduktive Prozesse ('r') dominieren. Die dunkelgraue bis schwarze Farbe ist auf die Reduktion von Eisenmineralen, wie Pyrit und Markasit zurückzuführen. Teilweise zeigen sich rostfleckige Partien.

In der internationalen Bodensystematik World Reference Base for Soil Resources (WRB) gehören die Knickmarschen überwiegend zu den Stagnosolen.

## Eigenschaften, Nutzung und Gefährdung
Aufgrund des hohen Tongehaltes, der die Bodenbearbeitung erschwert, und wegen der vorherrschend sauren Bodenreaktion eignen sich Knickmarschböden größtenteils nur zur Grünlandnutzung. Die Bodenwertzahl der Bodenschätzung der Knickmarschen liegt zwischen 62 und 70 (Ackerland) und 55 und 64 (Grünland).
Knickmarschböden gehören zu den sogenannten Minutenböden, das bedeutet, dass diese Böden nur zu ganz bestimmten Zeiten mit einer definierten Bodenfeuchte bearbeitet werden können.
Nasse Böden dieses Typs neigen bei Bearbeitung mit schwerem landwirtschaftlichen Gerät zur Bodenverdichtung.